# Connie Neefs
Connie Rita Francisca Neefs (Gierle, 10 juli 1952) is een Vlaamse zangeres, actrice en presentatrice. Ze is de zus van Louis Neefs, de tante van Günther Neefs en de moeder van Hannelore Candries.

## Biografie
Connie Neefs studeerde in 1972 af in de eerste lichting die Studio Herman Teirlinck afleverde. In het begin van haar carrière deed ze her en der gastoptredens. In 1975 nam ze deel aan Canzonissima en in 1977 werd ze radiopresentatrice bij BRT 1 van het programma Zie zo zondag. Via gastoptredens in (Nederlandse) televisieprogramma's werd ze een bekend gezicht, hetgeen resulteerde in eigen programma’s zoals Op het terras en Mijn hart is vol muziek. Tussen 1982 en 1985 speelde ze de rol van Henriëtte in de Nederlandse televisiereeks De Poppenkraam.
Connie Neefs is ook Vlaamsgezind en presenteerde in de jaren '80 het Vlaams Nationaal Zangfeest. In 1988 zong ze het Gordellied om het Vlaamse karakter van de Brusselse randgemeenten te beklemtonen. In 1989 presenteerde ze in duo met Nolle Versyp de Ijzerbedevaart in Diksmuide. In 1992 bracht ze de cd Van op een afstand uit met daarin het lied Buenos Aires (geschreven door Marc Van Caelenberg) dat de heimwee van een naar Brazilië gevluchte oostfrontstrijder van het Vlaams Legioen vertolkt.  
In 1992 keerde ze terug naar de radio waar ze bijna vier jaar lang het programma Top of flop presenteerde. In 2000 werkte ze mee aan het herdenkingsconcert van haar broer, getiteld Louis Neefs 20 jaar later. Later schreef ze ook een boek over het leven en de carrière van Louis Neefs onder de titel Er zal altijd een zon zijn (Lannoo).
Connie Neefs treedt op als solo-artieste of samen met andere zangers en zangeressen. In 2009 en 2010 toerde ze met de show Modewonderland. In 2016 bracht ze samen met Micha Marah het nummer Supermedicijn uit en maakte met haar ook een tournee. Eind 2017 verscheen de single Wachten op mijn dochter, een tekst die Neefs acht jaar eerder al geschreven had over haar dochter Hannelore. Muziek is van de hand van haar pianist Eric De Vos.
Met het hommageprogramma Louis Neefs, wat een leven, dat Connie produceerde n.a.v. de 80ste verjaardag van haar broer, stond ze met dochter Hannelore en musicalster Hans Peter Janssens meer dan 70 keer in de cultuurcentra.
Met Micha Marah staat ze met Lang zullen we leven op de planken en samen met Hannelore brengt Connie het liedjesprogramma Het is een mooi verhaal (2024) naar de zalen in Vlaanderen.

## Discografie

### Albums
- Connie Neefs (1975)
- Niets dan een lied (1983)
- Van op een afstand (1992)
- De weg van mijn hart (2001)

- International Standard Name Identifier: 0000 0003 6910 0969
- MusicBrainz: 0270e029-e0d4-4cce-a798-12d3dd2d6e58
- Nederlandse Thesaurus van Auteursnamen: 072138548
- Virtual International Authority File: 289466794
- WorldCat: E39PBJhXct4Y96CbDCvBXV4wmd